# Zakącie (voivodato de Mazovia)
Zakącie es un pueblo de Polonia, en Mazovia.  Se encuentra en el distrito (Gmina) de Garwolin, perteneciente al condado (Powiat) de Garwolin. Se encuentra aproximadamente a 11 km al suroeste de Garwolin, y a 54 km  al sureste de Varsovia. 
Entre 1975 y 1998 perteneció al voivodato de Siedlce.